# 토이 스토리 4
《토이 스토리 4》(영어: Toy Story 4)는 2019년 개봉한 토이 스토리의 네번째 시리즈이다. 2020년 2월 9일, 제92회 아카데미상 시상식 장편 애니메이션 부문 작품상(조시 쿨리, 조나스 리베라, 마크 닐슨)을 수상하였다.

## 줄거리
장남감이기에 감정을 느껴도 그런 채 7년을 그냥 보내야만 했던 강제로 헤어진 우디와 보핍과의 관계를 밑바탕으로 하면서 그 위에 새로운 여자 주인 보니와 그녀의 장난감 포키와 짝사랑의 감정을 얹고 그리고 사랑해 그위에 태어날때부터 목소리 불량으로 고통을 받고있는 '개비개비'라는 여자 인형의 한가닥 희망의 삶까지 덮쳐있다(그래서 우디의 녹음장치를 훔치려 한다.). 우디의 '나는 누구인가?' 와 포키의 '나는 누구인가?' 그리고 개비개비의 '나는 누구인가?'의 복잡하면서도 촘촘히 잘 짜여진 플롯은 '혼자서는 사랑을 줄수도 받을수도 없는 인간의 나약함'에 대해 너무 슬프지 않게 잔잔하고 면면히 보여주고 있다.

## 목소리 출연

### 원본판
- 톰 행크스 - 우디 역
- 팀 알렌 - 버즈 라이트이어 역
- 조앤 큐잭 - 제시 역
- 애니 파츠 - 보 핍 역
- 블레이크 클라크 - 슬링키 역
- 월리스 숀 - 렉스 역
- 존 래천버거 - 햄 역
- 故 돈 리클스 - 미스터 포테이토 헤드 역
- 에스텔 해리스 - 미세스 포테이토 헤드 역
- 조디 벤슨 - 바비 역
- 마이클 키튼 - 켄 역
- 제프 피전 - 외계인들 역
- 크리스틴 셜 - 트릭시 역
- 보니 헌트 - 돌리 역
- 티머시 돌턴 - 미스터 프릭클팬츠 역
- 제프 갈린 - 버터컵 역
- 로리 멧캐프 - 미세스 데이비스 역
- 로리 앨런 - 미세스 앤더슨 역
- 토니 헤일 - 포키 역
- 키건마이클 키 & 조던 필 - 더키 & 바니 역
- 키아누 리브스 - 듀크 카붐 역
- 크리스티나 헨드릭스 - 개비 개비 역
- 앨리 마키 - 기글 맥딤플스 역
- 매들린 맥그로 - 보니 역
- 보핍의 양들 – 빌리, 고트, 그러프

### 한국어판
- 김승준 - 우디
- 故 박일 - 버즈 라이트이어
- 소연 - 보 핍
- 정재헌 - 포키
- 이장원 - 더키 / 멜리펀트 브룩스
- 장미 - 개비 개비
- 홍진욱 - 버니 / 보니 아빠 / 칼 레이너로소러스
- 원호섭 - 듀크 카붐 / 올드 타이머
- 안소이 - 기글 맥딤플즈
- 전진아 - 제시
- 유해무 - 포테이토 헤드
- 이진화 - 포테이토 헤드 부인 / 돌리 / 비티 화이트
- 이호인 - 햄
- 임은정 - 앤디 엄마 / 트릭시
- 이인성 - 렉스
- 장승길 - 슬링키
- 오수경 - 보니 엄마
- 최반희 - 보니
- 김다현 - 하모니 / 길 잃은 소녀
- 김명준 - 앤디 / 악셀 더 카니
- 김규동 - 어린 앤디
- 이경자 - 마가렛
- 김사라 - 웬디 / 캐런 비벌리
- 서문석 - 컴뱃 칼 / 버터컵
- 안영미 - 하모니 엄마 / 캐롤 버넷 / 외계인들
- 변영희 - 미스터 프릭클팬츠
- 이상헌 - 카붐 TV 아나운서

## 우리말 제작
- 녹음 : 애드원 스튜디오
- 한국어 제작 : Disney Charater Voices International Inc.

## 제공
- 수입/배급 : 월트디즈니컴퍼니코리아 유한책임회사
- 제작 : 월트 디즈니 픽처스/픽사 애니메이션 스튜디오